# Nealcidion emeritum
Nealcidion emeritum är en skalbaggsart som först beskrevs av Wilhelm Ferdinand Erichson 1847.  Nealcidion emeritum ingår i släktet Nealcidion och familjen långhorningar. Inga underarter finns listade i Catalogue of Life.